# Friedrich Kreinjobst
Friedrich Kreinjobst (* 14. September 1867 in Langenholzhausen; † 1951 ebenda) war ein deutscher Landwirt und hatte von 1931 bis 1933 als Mitglied der Christlich-Nationalen Bauern- und Landvolkpartei (Deutsches Landvolk) ein Mandat für den Landtag Lippe.

## Leben
Nach seiner Schulausbildung war Friedrich Kreinjobst als Arbeiter in einer Ziegelei beschäftigt und im Winter als Hausschlachter tätig. Er wurde dann selbständiger Landwirt, als er in seinem Heimatort einen Hof gekauft hatte.
Er war politisch engagiert und 21 Jahre lang Gemeindevorsteher
in Langenholzhausen. Im Amt Vahrenholz gehörte er dem Amtsgemeinderat an und war Mitglied im Jungdeutschen Orden.
Für die Landtagswahl 1919 kandidierte er als Nr. 11 auf der Liste des Lippischen Wahlverbandes erfolglos, ebenso bei der Wahl im Jahre 1925, als er auf Platz 7 der Einheitsliste der DNVP und der Nationalsozialistischen Deutschen Freiheitsbewegung stand.
1931 übernahm er als Mitglied der Christlich-Nationalen Bauern- und Landvolkpartei für den erkrankten Abgeordneten Karl Oberbracht das Manda im Lippischen Landtag.
Im November 1932 war er bei der Reichstagswahl erfolgloser Kandidat seiner Partei.
Das Gleiche gilt für die Landtagswahl 1933, als auf Listenplatz 1 der Landvolkpartei ohne Erfolg war.

### Familie
Am 1. März 1895 heiratete er Karoline Höfer, mit der er zehn Kinder hatte. Der ältestete Sohn, der die Bewirtschaftung des elterlichen Hofes übernommen hatte, starb 1940. So musste Kreinjobst nun selbst wieder die Leitung des Hofes übernehmen.